# Uovo malva
L'Uovo malva è una delle uova imperiali Fabergé, un uovo di Pasqua gioiello che l'ultimo zar di Russia, Nicola II donò a sua madre l'Imperatrice vedova Marija Fëdorovna Romanova per la Pasqua del 1897. 
Per la stessa occasione, lo zar donò alla moglie l'Uovo dell'incoronazione.
È una delle otto uova imperiali Fabergé che si credeva andate completamente perdute. Oggi la "sorpresa" dell'uovo è parte della Collezione al Museo Fabergé a San Pietroburgo.
Fu fabbricato a San Pietroburgo probabilmente sotto la supervisione di Michael Perkhin, per conto del gioielliere russo Peter Carl Fabergé, della Fabergè che emise la seguente fattura:
3.250 rubli, San Pietroburgo, 17 maggio 1897»

## Descrizione
Si ritiene che la sorpresa dell'uovo potrebbe essere un portaritratti attualmente custodito al Museo Fabergè di San Pietroburgo.
Ha la forma di un cuore, posto su un piedistallo conico, che si apre come un trifoglio rivelando tre cornici con i ritratti in miniatura, contornati da diamanti, di Nicola II, della Zarina sua moglie e della loro prima figlia, la granduchessa Ol'ga Nikolaevna Romanova.
È decorato con perle, diamanti taglio rosetta, smalto rosso fragola, verde e bianco; le miniature sono acquerelli su avorio.